# Andersson Ortiz
Andersson Edgar Josué Ortiz Falla (ur. 7 listopada 2001 w San Cristóbal Acasaguastlán) – gwatemalski piłkarz występujący na pozycji skrzydłowego, od 2023 roku zawodnik Comunicaciones.